# Mușchiul palmar lung

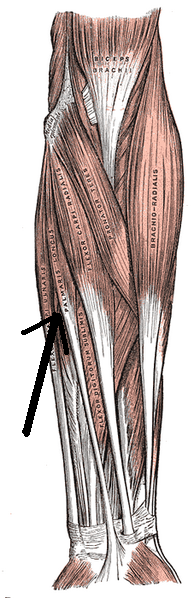
Mușchiul palmar lung (săgeata)

Mușchiul palmar lung (Musculus palmaris longus) sau mușchiul palmar mic este un mușchi lung fusiform, subțire, aflat pe fața anterioară a antebrațului (pe primul plan al mușchilor anteriori ai antebrațului), medial față de flexorul radial al carpului (Musculus flexor carpi radialis). Mușchiul se întinde de la epicondilul medial al humerusului spre palmă, unde se termină cu aponevroza palmară. Poate lipsi în 20% din cazuri.

## Inserții
Mușchiul palmar lung are originea pe fața anterioară a epicondilului medial al humerusului (Epicondylus medialis humeri), pe fascia antebrahială (Fascia antebrachii) și pe septurile intermusculare fibroase, care îl separă de mușchiul flexor radial al carpului (Musculus flexor carpi radialis), lateral, și mușchiul flexor ulnar al carpului (Musculus flexor carpi ulnaris), medial. 
Corpul muscular este foarte scurt,  aplatizat și fusiform și se continuă spre mijlocul antebrațului cu un tendon foarte lung. 
Tendonul mușchiului la nivelul articulației radiocarpiene trece pe deasupra retinaculului flexorilor (de care se prinde) și se desface în formă de evantai care se continuă cu 3 porțiuni: porțiunea laterală, care se prinde pe originea mușchilor tenari de pe eminența tenară (Eminentia thenaris), porțiunea medială, care se prinde pe originea mușchilor eminenței hipotenare de pe eminența hipotenară (Eminentia hypothenaris) și porțiunea mijlocie, care se prinde pe aponevroza palmară (Aponeurosis palmaris). 

## Raporturi
Mușchiul palmar lung este acoperit de piele și acoperă la rândul său mușchiul flexor superficial al degetelor (Musculus flexor digitorum superficialis). Lateral de el se găsește mușchiul flexor radial al carpului (Musculus flexor carpi radialis), iar medial se află mușchiul flexor ulnar al carpului (Musculus flexor carpi ulnaris).
Distal mușchiul palmar lung acoperă nervul median.

## Acțiune
Este un flexor slab al mâinii pe antebraț.  Slab flexor al antebrațului pe braț și un slab pronator al mâinii. Tensor al aponevrozei palmare.

## Inervația
Inervația este asigurată de o ramură din nervul median (neuromer C7-C8).

## Vascularizația
Vascularizația este asigurată de artera recurentă ulnară (Arteria recurrens ulnaris).